# Scandal
„Scandal“ je píseň britské rockové skupiny Queen. Napsal ji kytarista skupiny Brian May, avšak autorství je připisováno skupině jako celku. Píseň byla vydána 9. října 1989 jako čtvrtý singl z jejich studiového alba The Miracle a ve Spojeném království se umístil na 25. příčce. Singl byl vydán také ve Spojených státech amerických, kde však příliš neuspěl.

## Kompozice
Píseň napsal kytarista skupiny Brian May, ale autorství je na základě dohody připisováno skupině Queen jako celku. Píseň pojednává o příliš velké a nežádoucí mediální pozornosti, která byla ke konci 80. let věnována právě Mayovi a zpěvákovi Freddiemu Mercurymu, kvůli rozvodu Maye s jeho první manželkou Chrissie Mullenovou a novým vztahem s herečkou Anitou Dobsonovou a kvůli pochybám a obavám o zdraví Mercuryho. Mercurymu byla v dubnu 1987 diagnostikována nemoc AIDS, kterou však až do 23. listopadu 1991 (tedy do dne před svou smrtí) tajil. Spekulacím, že je Mercury vážně nemocný, pomohly zejména změny v jeho vzhledu, znatelný úbytek na váze a poněkud vyzáblý vzhled.

## Videoklip
Videoklip k písni představuje kapelu vystupující na jevišti navrženém tak, aby vypadalo jako noviny s titulkem „National Scandal“ (v překladu „Národní skandál“). Klip byl natočen v Pinewood Studios v září 1989.
Bubeník Roger Taylor přiznal, že „Scandal“ nepatří mezi jeho oblíbené písně a že toto video považuje za jedno z nejnudnějších, jaké kdy Queen natočili.

## Obsazení nástrojů
- Freddie Mercury – zpěv
- Brian May – elektrická kytara, klávesy
- Roger Taylor – bicí, vibraslap
- John Deacon – basová kytara
- David Richards – sampler, syntezátor

## Umístění na žebříčcích
| Žebříček (1989)             | Umístění |
| --------------------------- | -------- |
| Belgie (Ultratop 50)        | 29       |
| Irish Singles Chart         | 14       |
| Nizozemsko (Dutch Top 40)   | 16       |
| Nizozemsko (Single Top 100) | 12       |
| UK Singles Chart            | 25       |